# Révolte de Dersim
La Révolte de Dersim est l'un des plus importants soulèvements kurdes de la période qui a suivi la proclamation de la République turque en 1923. Elle se déroule dans la région montagneuse de Dersim, peuplée alors essentiellement de Kurdes alévis, et qui sera ensuite rebaptisée Tunceli.
Dirigée par un chef religieux alévi, le cheikh Seyid Riza (1863-1937), elle commence en 1936 et se termine en 1938 par un massacre d'une grande ampleur, dont les chiffres ne sont toujours pas clairement établis.

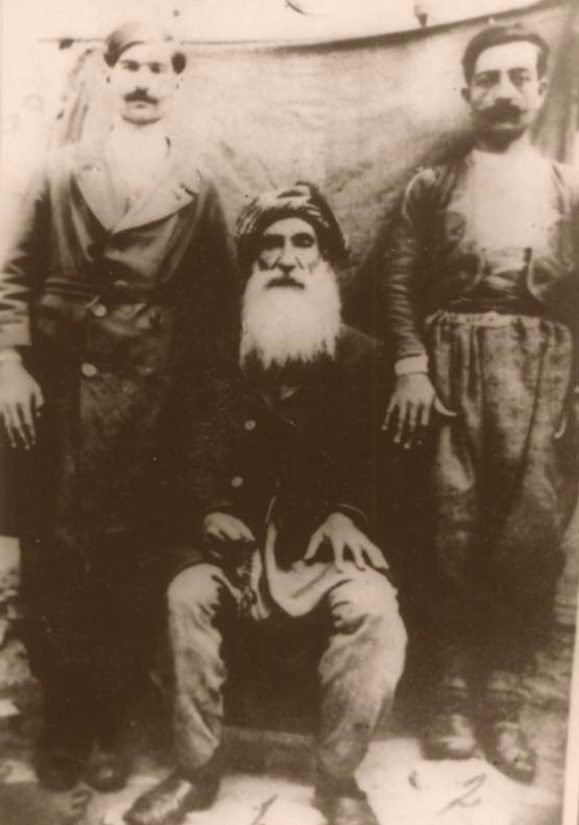
Seyid Reza et ses fils (1937).

## Révolte

### Contexte

#### Caractéristiques régionales, ethniques et historiques
La région de Dersim constitue une région de hautes montagnes. Elle est peuplée en grande majorité par des populations kurdes, de dialectes kurmancî et zaza, et de confession alévie. Ces particularités, aussi bien ethniques que géographiques, lui ont assuré une autonomie de fait. Ainsi, ses habitants n'ont jamais fait partie des bataillons des Hamidiés, bien qu'ils aient été représentés par cinq députés à l'Assemblée. Profondément attachés à leur autonomie, mais aussi à leur identité alévie, ils se sont tenus à l'écart des autres révoltes kurdes, dirigées par des chefs de tribus kurdes de confession sunnite, et parfois même par des chefs religieux, comme celle du Cheikh Saïd de Pîran (1925). Les tribus de Dersim ont toutefois soutenu la révolte de Koçgiri.

#### Un bastion suspect
L'État turc, après avoir brisé tous les autres foyers de révoltes kurdes, se méfie de cette région si particulière. Dans le cadre de sa politique de mise au pas des régions kurdes, le gouvernement d'Ankara se prépare, après l'écrasement de la République de l'Ararat, à éliminer cette région restée autonome, qu'elle conçoit comme la dernière poche de résistance kurde. En 1935, il adopte une loi spécifique pour Dersim (Tunceli Kanunu), afin de turquiser la région en l'occupant militairement et en déportant le plus d'habitants possibles vers l'ouest du pays. Il impose le nouveau nom de Tunceli.
En 1936, un gouverneur militaire, le général de gendarmerie Alpdoğan, est dépêché dans la région. Il proclame l'état de siège et met en œuvre des travaux de construction de casernes, de postes de police et d'école, où l'usage de toute autre langue que le turc est rigoureusement interdit, dans toute la région,.

### «Manifeste» de Seyid Reza et ultimatum d'Alpdoğan
Les troubles semblent commencer en 1936. Des heurts ont notamment lieu entre la population et les gardiens des chantiers de casernes en construction. Un chef religieux traditionnel alévi, Seyid Reza, qui bénéficie d'un profond respect chez les tribus de Dersim, demande alors à rencontrer le général Abdullah Alpdoğan, qui siège à El-Aziz, pour trouver une voie d'apaisement. Lors de l'entrevue, Seyid Reza est alarmé par les « intentions belliqueuses » du gouvernement turc. Il publie un « manifeste », un texte bref qui rend compte de la répression, des déportations et des massacres qui sévissent dans les régions kurdes, et qui expose son inquiétude sur ce qu'il pressent pour sa propre région. Il presse le Dr Nouri Dersimi de partir en Europe et d'« alerter l'opinion publique mondiale ».
De son côté, après l'entrevue avec Seyid Reza, le général Alpdoğan publie un communiqué, distribué dans tous les villages, par lequel il exige la remise de 200 000 fusils par les habitants. Seyid Reza s'adresse à nouveau au général, le priant d'annuler sa circulaire, et lui propose la mise en place d'une « administration locale garantissant les droits nationaux de la population ». La réponse du gouverneur est immédiate : plusieurs régiments de gendarmerie sont envoyés dans la ville de Dersim, tandis que les troupes du 9e corps d'armée commencent à encercler la région. L'arrivée de l'hiver 1936 interrompt les opérations militaires, mais la région est désormais sous blocus.

### Soulèvement
La fonte des neiges, dans cette région de hautes montagnes, au printemps 1937 entraîne la reprise des opérations militaires. Celles-ci se font sous le prétexte de désarmer les tribus et de récolter les 200 000 fusils, mais elles tournent presque toujours en échauffourées, suivies par des exactions de la troupe sur les habitants, en particulier dans la région de Mazgirt. L'un des fils de Seyid Reza, Bra Ibrahim, se rend au quartier général des forces turques dans la ville de Hozat, pour demander l'arrêt des opérations militaires et pour trouver une solution pacifique. Après l'entrevue, sur le chemin du retour, il tombe dans une embuscade tendue par des officiers turcs avec la complicité des Kurgan, une tribu kurde ralliée aux autorités turques. Cet assassinat marque le début du soulèvement. Seyid Reza, âgé de 70 ans, fait encercler les villages des Kurgan et exige qu'on lui livre les assassins de son fils.
Le gouvernement turc décrète la mobilisation partielle. De nombreuses nouvelles unités militaires sont acheminées dans la région, tandis que d'autres unités sont disposées dans d'autres régions kurdes, comme Urfa, Siirt, Van et même Adana, par crainte d'une extension de la révolte vers le sud,. Le premier ministre, İsmet İnönü, se rend sur place. L'offensive générale est déclenchée à partir d'Erzincan, appuyée par une intervention massive de l'aviation. Pour la première fois, les chars de combat sont engagés contre une révolte kurde.

#### Pourparlers
Seyid Reza tente d'engager des négociations avec le général Alpdoğan. Il demande que les droits nationaux du peuple kurde soient respectés, et que les assassins de son fils soient traduits en justice. Il promet en échange de libérer tous les soldats et officiers prisonniers et de restituer tout le matériel capturé. Mais le général refuse, et exige une capitulation sans condition, en plus de la remise de 80 000 fusils.

#### Ali Sher
Le commandement militaire de la révolte est assuré par un certain Ali Sher, un homme érudit et influent, qui avait tenté, dès 1920, de faire se rapprocher les Kurdes de Dersim et les nationalistes kurdes. Il a aussi participé à la révolte de Koçgiri. Condamné à mort, il avait réussi à s'évader. En juin 1937, Seyid Reza lui demande de partir pour l'Iran ou l'Irak, pour qu'il prenne contact avec les puissances occidentales et les convainque d'intercéder. Mais, la veille de son départ, il est assassiné par un fils de Seyid Reza, Rahber, stipendié par les militaires turcs.

## Massacre

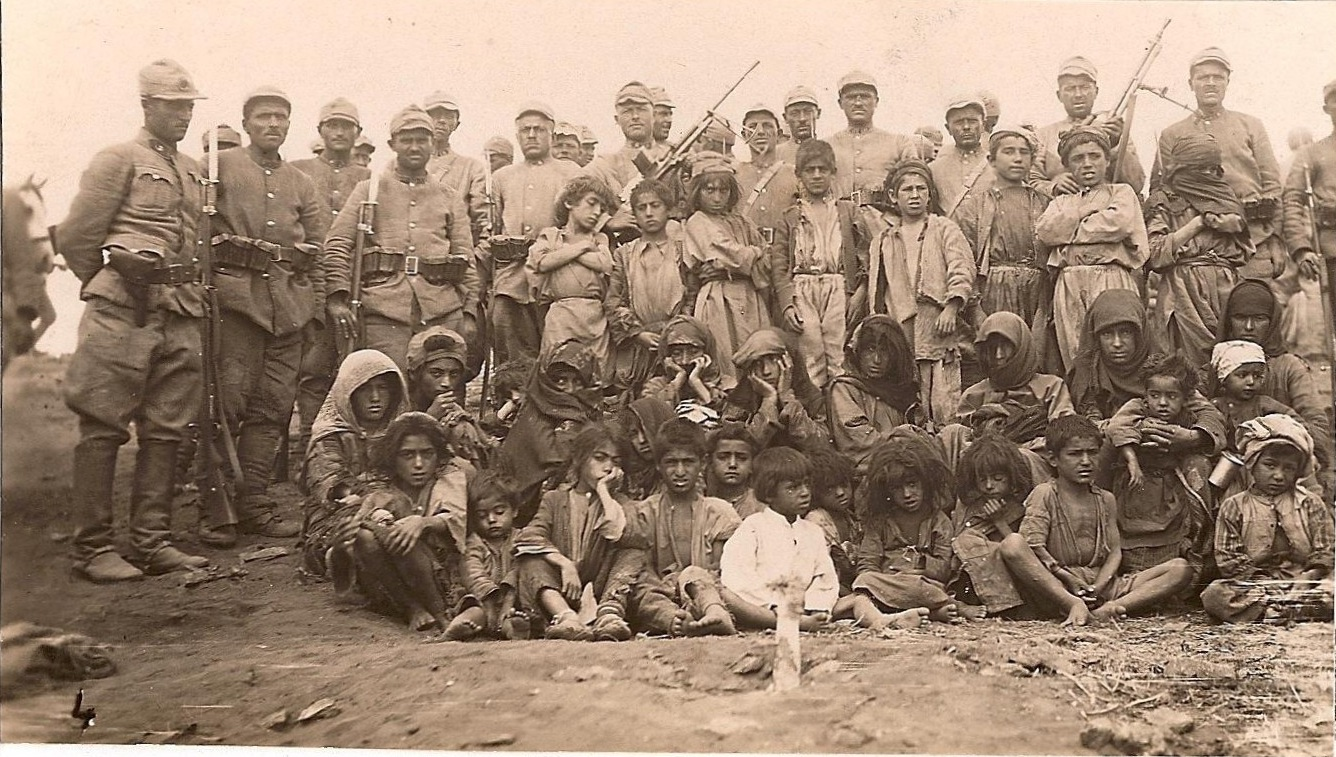
Soldats turcs à Dersim en 1938.

Fin juin 1937, le gouvernement annonce la fin des opérations. Pourtant les combats continuent. Après la mort d'Ali Sher, le centre des opérations se déplace sur le territoire de la tribu des Bakthyar. L'armée turque incendie toutes les forêts de la région. Le chef de la tribu des Bakthyar est assassiné. Les habitants sont impitoyablement massacrés.
La brutalité de la répression entraîne à la rébellion le ralliement des tribus restées neutres. Même les Kurgan finissent par rejoindre la révolte. Les rebelles tentent de briser l’encerclement. Seyid Reza finit par être capturé, alors qu'il se rend à Erzincan pour négocier avec le gouverneur. Son arrestation est annoncée le 5 septembre 1937. Il est jugé à El Aziz. Il est condamné à mort avec dix autres chefs kurdes le 14 novembre, après quatre jours de procès. Il est pendu le 18. Six des autres prévenus sont pendus avec lui, tandis que les peines des quatre autres sont commuées en prison à perpétuité. Devant sa potence, Seyid Reza déclare que, si lui et le Dersim ont été vaincus, les Kurdes et le Kurdistan vivront et qu'ils seront vengés.

Malgré l'utilisation massive de l'aviation, des gaz toxiques, de l'artillerie, l'armée turque piétine devant une rébellion qui pratique une guerre de guérilla opiniâtre dans les montagnes. En dépit de la disparition des chefs de la révolte, assassinés par traîtrise, la résistance se poursuit jusqu'en octobre 1938.

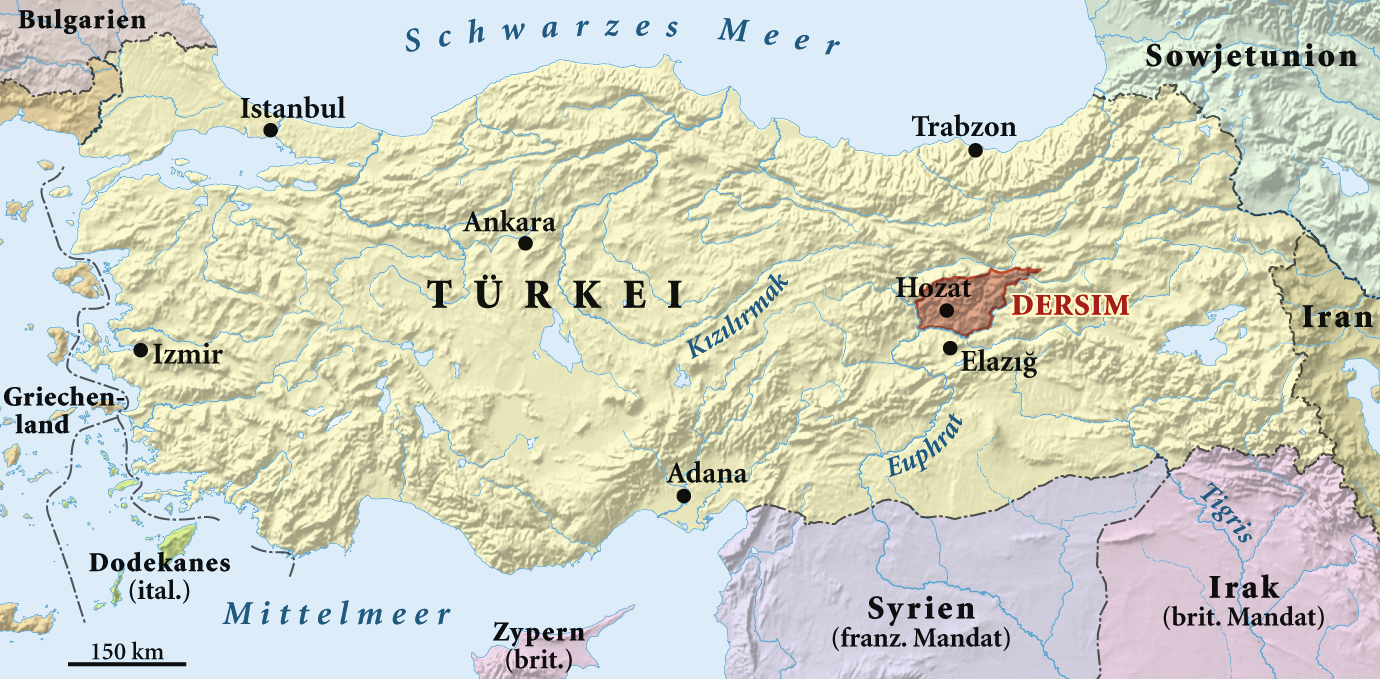
Localisation de la province de Dersim en Turquie (1937).

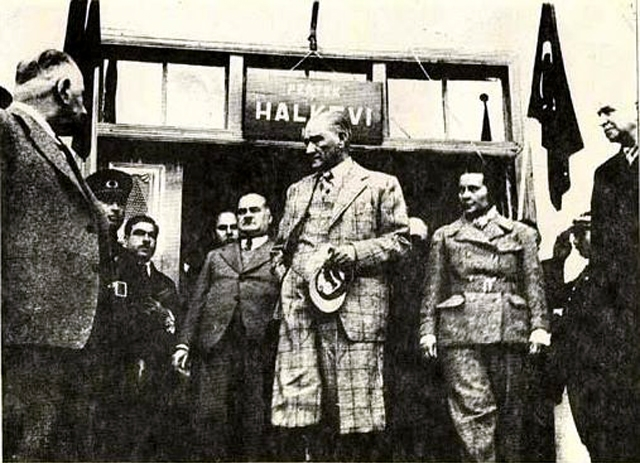
Mustafa Kemal Atatürk et Sabiha Gökçen.

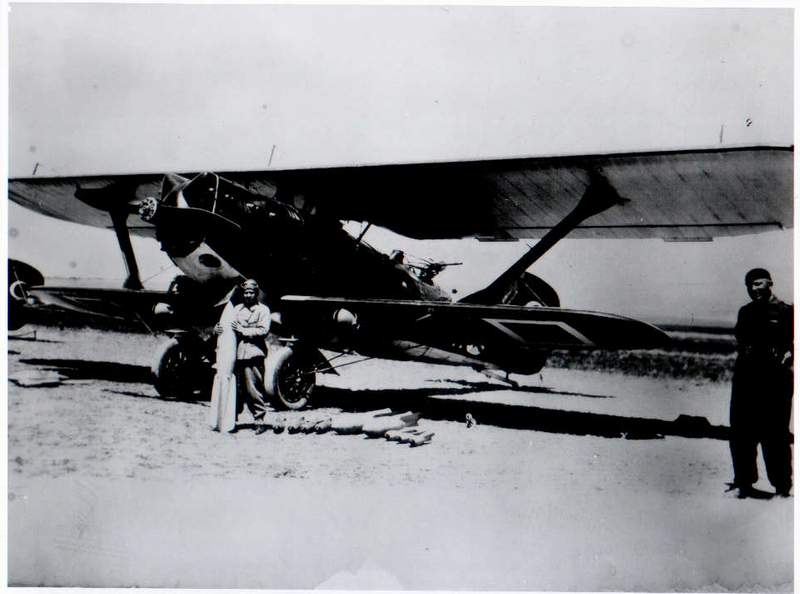
Sabiha Gökçen devant un Breguet 19 avant le bombardement de Dersim.

La répression est d'autant plus violente que la victoire a coûté très cher en hommes et en matériel à l'armée turque. Dans de nombreux villages, les habitants sont enfermés dans des grottes, dans lesquelles les soldats turcs jettent des gaz de combat, ou dans des granges, auxquelles ils mettent le feu. Les forêts sont cernées et incendiées pour exterminer ceux qui s'y sont réfugiés. En parallèle à ce massacre, on assiste à une série de suicides collectifs : beaucoup de femmes, de jeunes filles se jettent dans la rivière Munzur pour ne pas tomber aux mains des occupants. La région est entièrement dévastée, plus encore que les territoires qui ont abrité les autres révoltes kurdes,.

## Postérité
Cette révolte, confinée dans une seule région entourée de hautes montagnes, totalement encerclée par l'armée turque, est restée quasiment ignorée du monde pendant longtemps.

### Des sources rares
Le gouvernement turc a pratiqué une politique de mise sous secret des événements de Dersim, raison pour laquelle on ne sait jusqu'à aujourd'hui que peu de choses sur les chefs du mouvement et sur le déroulement exact. Le seul ouvrage appuyé sur des sources et consacré à la révolte de Dersim est le livre du Dr Nuri Dersimi, Kurdistan tarihinde Dersim (le Dersim dans l'histoire du Kurdistan), publié en turc à Alep en 1952. L'auteur serait mort vers 1975 en Syrie. Il avait participé depuis 1919 aux divers mouvements nationaux en Turquie, et notamment au soulèvement de Dersim aux côtés de Seyid Riza.

### Reconnaissance par le gouvernement de l'AKP
En novembre 2011, le Premier ministre Recep Tayyip Erdoğan s'est excusé officiellement, au nom de l'État turc, pour le massacre perpétré à Dersim. Cependant, les attentes des associations de Dersim ne sont pas satisfaites :
- restitution du nom d'origine de Dersim à la province de Tunceli,
- publication des noms des personnes déportées et de l’identité des orphelins adoptés,
- révélation du lieu où le chef de la résistance dersimi Seyit Riza a été inhumé après son exécution